# Hubert Sauper
Hubert Sauper (ur. 27 lipca 1966 w Kitzbühel) – austriacki reżyser, scenarzysta, operator i producent filmowy. Wielokrotnie nagradzany twórca autorskich filmów dokumentalnych. W swojej twórczości najczęściej zajmuje się tematyką postkolonializmu.
Jego najsłynniejszy dokument, nakręcony w Tanzanii Koszmar Darwina (2004), zdobył m.in. Europejską Nagrodę Filmową dla najlepszego filmu dokumentalnego i Cezara za najlepszy debiut. Obraz był również nominowany do Oscara za najlepszy film dokumentalny.
Kolejne filmy Saupera, Jesteśmy waszymi przyjaciółmi (2014) i Epicentrum (2020), zostały nagrodzone na Sundance Film Festival. Pierwszy z nich pokazywał historyczny moment rozpadania się Sudanu na dwa osobne państwa i ludzi chcących wykorzystać tę szansę na swój użytek. Drugi film był swoistym portretem współczesnej Kuby.